# شعار المدينة (قصة قصيرة)
شعار المدينة (بالألمانية: Das Stadtwappen) قصة قصيرة ألمانية من تأليف الكاتب التشيكي فرانز كافكا، كتبها في عام 1920، وظهرت القصة للمرة الأولى في مجموعة من قصص كافكا نشرت في عام 1931 بعد وفاته تحت عنوان «سور الصين العظيم» (Beim Bau der Chinesischen Mauer) قام بتجميعها صديقه ماكس برود ونشرها في برلين. ظهرت الترجمة الإنجليزية الأولى في عام 1933 في لندن.

## القصة
تتمحور القصة حول بناء برج بابل، وتصف الحدث، حيث يذكر الرواي أن المساهمين في بناء المشروع هم أشخاص من مختلف الأنواع والجنسيات، ونظراً لضخامة ذلك المشروع فقد خلق هذا العديد من التعقيدات اللوجستية والاجتماعية، وأصبح مستحيلاً لأي حضارة أبداً أن تنفذ المخطط الأصلي أو حتى فقط لتعتقد بإمكانية تنفيذه. على الرغم من ذلك يستمر البناء وذلك لأن الجميع قد أصبحوا متورطين جداً ليكونوا قادرين على التوقف عن العمل.

## التحليل
القصة يمكن تفسيرها على أنها تنتقد الطبقات البيروقراطية التي تبدأ بمثل تلك المشاريع، بينما يربطها آخرون بالمدينة التي عاش فيها، ففي براغ حيث عاش كافكا كان هناك برج عالي الارتفاع شيد بمساهمة عدد كبير من العمال وبتمويل ضخم أدى في النهاية إلى إدانة القائمين عليه. ويلاحظ بعض النقاد أن كافكا اقتبس عدد من العناصر من التوراة، بينما يشير أخرون إلى الواقعية التي تضمنتها النص. وفي واحدة من رسائله يتحدث كافكا عن القصة ويقول أنه أخذ الإلهام في كتابتها من دراسته للمدراش ومن التلوث المتنامي في براغ.

## وصلات خارجية
| - شعار المدينة، على كتب جوجل. - شعار المدينة، على ويكي مصدر الألمانية. | - شعار المدينة، على الفهرس العالمي. - شعار المدينة، على AbeBooks. |